# Terry Loughlin
Terry Loughlin (* 1944 in San Diego, Kalifornien; † 27. Juni 2017 in Sebring, Florida) war ein US-amerikanischer Schauspieler. 
Loughlin war seit den 1980er Jahren in zahlreichen Fernsehproduktionen und Filmen, zumeist in Nebenrollen, zu sehen. Zu seinen bevorzugten Rollen zählten oftmals Gesetzeshüter oder Regierungsbeamte.   

## Filmografie
- 1983: Die Highschool-Fete
- 1984: Chain Gang
- 1985: Rockin’ Road Trip
- 1986: Ragman
- 1987: Ein knallharte Bulle
- 1987: Karriere mit links
- 1989: Killer!
- 1990: Wild Boys
- 1990: Mr. Destiny
- 1991: I’ll Fly Away
- 1991: Billy Bathgate
- 1993: In der Hitze der Nacht
- 1993: Matlock
- 1994: Der Zufalls-Dad
- 1996: Die Jury
- 1997: Walker, Texas Ranger
- 1997: Der Schakal
- 1998: Body Count – Flucht nach Miami
- 1998: Lautlose Invasion
- 1999: October Sky
- 1999: Der Chill Faktor
- 1999: Die Profis – Die nächste Generation
- 2001: Tödliches Vertrauen
- 2002: Love Liza
- 2002: Juwanna Mann
- 2002: Leo
- 2003: Dawson’s Creek
- 2003: One Three Hill
- 2003: Out of Time – Sein Gegner ist die Zeit
- 2004: The Punisher
- 2004: Undertow – Im Sog der Rache
- 2006: Cold Storage
- 2006: South Beach
- 2007: 7th Street Theater
- 2008: Me and You, Us, Forever